# Indisk juveltrast
Indisk juveltrast (Pitta brachyura) är en asiatisk fågel i familjen juveltrastar inom ordningen tättingar.

## Kännetecken

### Utseende
Indisk juveltrast är en liten fågel med långa och starka ben, en mycket kort stjärt och kraftig näbb. Den har ett beigefärgat hjässband, svart diadem, ett tjockt svart ögonstreck samt vit strupe och hals. Ovansidan är grön, stjärten blå och undersidan beige med en lysande röd fläck på nedre delen av buken och undergumpen. 

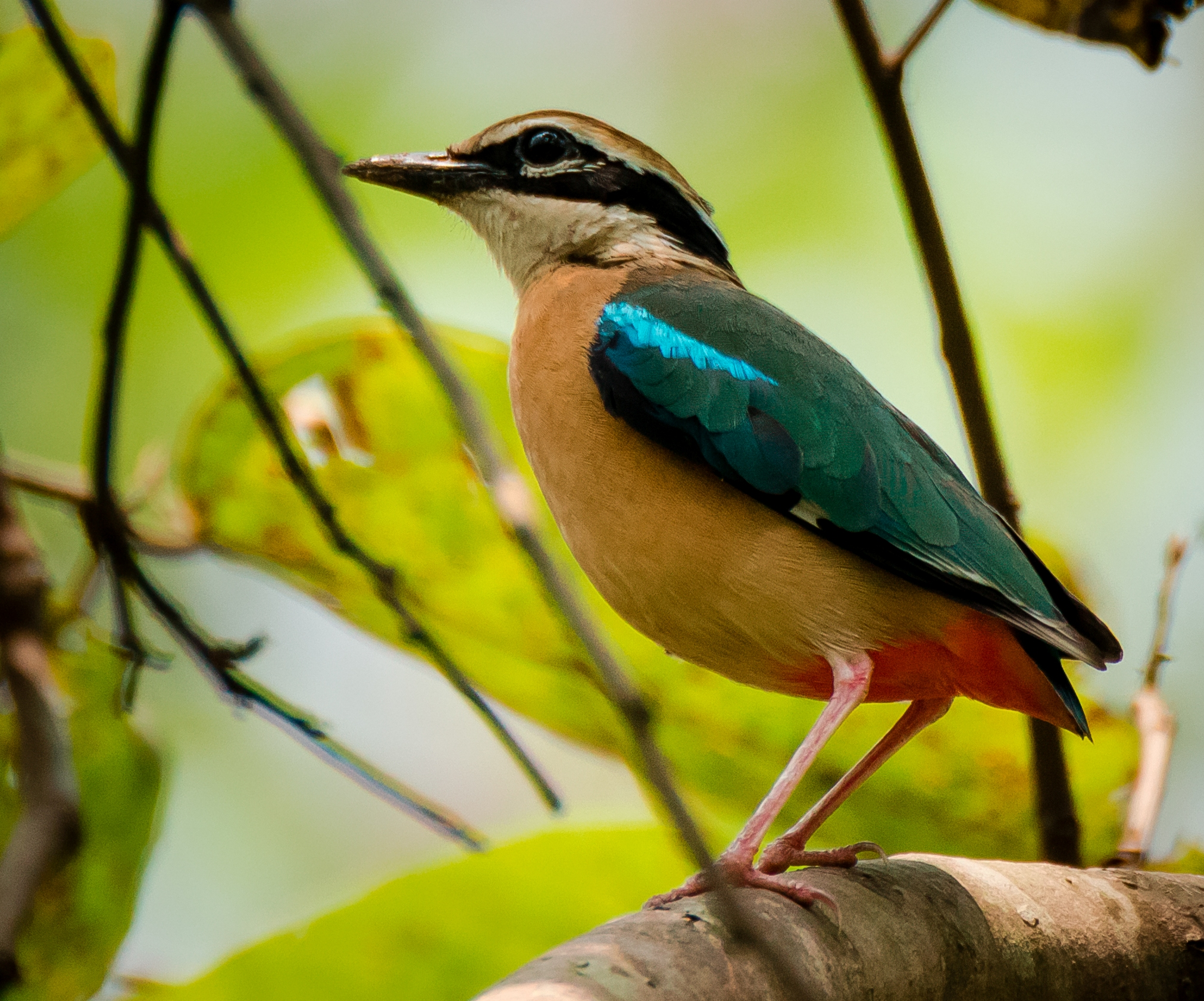
Indisk juveltrast i Bangladesh.

### Läten
Fågeln hörs oftare än den ses, en distinkt och högljudd tvåstavig vissling, wheeet-tieu eller  wieet-pyou, ibland trestavigt hh-wit-wiyu. Den har vanan att vissla en eller ett par gånger, ofta med sällskap av revirgrannar, vid gryning eller skymning, vilket gett den namnet "klockan 6-fågeln" på tamil. När den visslar kastar den huvudet bakåt och pekar näbben uppåt.

## Utbredning
Indisk pitta förekommer som namnet avslöjar på indiska subkontinenten, i Bangladesh, Indien, Nepal, Pakistan och Sri Lanka. Fågeln häckar huvudsakligen i Himalayas förberg från Margalla hills i norra Pakistan i väst till åtminstone Nepal och möjligen Sikkim i öst. Den häckar också i höglänta områden i centrala Indien och Västra Ghats söderut till Karnataka. Efter häckning flyttar de till andra delar av Indiska halvön samt Sri Lanka. Utmattade fåglar kan till och med påträffas inne i hus. Den är sällsynt i Indiens torrare områden.
Vid ett tillfälle har indisk juveltrast påträffats i Iran, 19 november 1968.

## Systematik
Arten är närmast släkt med och formar en överart med kinesisk juveltrast (P. nympha), mangrovejuveltrasten (P. megarhyncha) och  blåvingad juveltrast (P. moluccensis).

## Levnadssätt
Indisk juveltrast bebor snårdjungel samt både lövfällande och tät städsegrön skog. Där lever den ett undanskymt liv på marken eller under tät undervegetation och undgår därför trots sin färgglada fjäderdräkt upptäckt. Födan består av insekter och andra små ryggradslösa djur, men ha även noterats ta matrester som hamnat på marken.

### Häckning
Indisk juveltrast häckar under sydvästmonsunen från juni till augusti, mest aktivt i juni i centrala Indien och juli i norra Indien. Det runda boet av torra löv och gräs med en rund öppning på ena sidan placeras på marken eller på en låg gren. Honan lägger fyra till fem mycket glansigt vita runda ägg med rödbruna och lila fläckar.

## Status och hot
Arten har ett stort utbredningsområde och en stor population, men tros minska i antal till följd av skogsavverkning, dock inte tillräckligt kraftigt för att den ska betraktas som hotad. Internationella naturvårdsunionen IUCN kategoriserar därför arten som livskraftig (LC). Världspopulationen har inte uppskattats men den beskrivs som inte ovanlig. Stora antal fångas under flyttningen för att äta.